# Campionato europeo maschile under 21 di calcio 1978
Il Campionato di calcio europeo Under-21 1978, 1ª edizione del Campionato europeo di calcio Under-21 organizzato dalla UEFA, si è svolto dall'8 marzo al 31 maggio 1978. Il torneo è stato vinto dalla Jugoslavia.
Le fasi di qualificazione hanno avuto luogo tra il 3 settembre 1976 e il 30 novembre 1977 e hanno designato le otto nazionali finaliste che si sono affrontate in gare a eliminazione diretta con andata e ritorno.
La doppia finale si è disputata il 7 e il 21 maggio 1978 tra le formazioni della Germania Est e della Jugoslavia.

## Qualificazioni

### Squadre qualificate
| Squadra        |
| -------------- |
| Bulgaria       |
| Cecoslovacchia |
| Danimarca      |
| Germania Est   |
| Inghilterra    |
| Italia         |
| Jugoslavia     |
| Ungheria       |

## Fase finale
|  | Quarti di finale | Quarti di finale | Quarti di finale |            |            | Semifinali | Semifinali | Semifinali |  |  | Finale | Finale       | Finale |
|  |                  |                  |                  |            |            |            |            |            |  |  |        |              |        |
|  |                  | Danimarca        | 4                |            |            |            |            |            |  |  |        |              |        |
|  |                  | Bulgaria         | 4                |            |            |            |            |            |  |  |        |              |        |
|  |                  | Bulgaria         | 4                |            | Bulgaria   | 3          |            |            |  |  |        |              |        |
|  |                  |                  |                  |            | Bulgaria   | 3          |            |            |  |  |        |              |        |
|  |                  |                  | Germania Est     | 4          |            |            |            |            |  |  |        |              |        |
|  |                  | Cecoslovacchia   | Germania Est     | 4          | 5          |            |            |            |  |  |        |              |        |
|  |                  | Cecoslovacchia   |                  |            | 5          |            |            |            |  |  |        |              |        |
|  |                  | Germania Est     | 6                |            |            |            |            |            |  |  |        |              |        |
|  |                  |                  |                  |            |            |            |            |            |  |  |        | Germania Est | 4      |
|  |                  |                  |                  | Jugoslavia | 5          |            |            |            |  |  |        |              |        |
|  |                  | Jugoslavia       | 2                |            |            |            |            |            |  |  |        |              |        |
|  |                  | Ungheria         | 1                |            |            |            |            |            |  |  |        |              |        |
|  |                  | Ungheria         | 1                |            | Jugoslavia | 3          |            |            |  |  |        |              |        |
|  |                  |                  |                  |            | Jugoslavia | 3          |            |            |  |  |        |              |        |
|  |                  |                  | Inghilterra      | 2          |            |            |            |            |  |  |        |              |        |
|  |                  | Inghilterra      | Inghilterra      | 2          | 2          |            |            |            |  |  |        |              |        |
|  |                  | Inghilterra      |                  |            | 2          |            |            |            |  |  |        |              |        |
|  |                  | Italia           | 1                |            |            |            |            |            |  |  |        |              |        |

### Quarti di finale
Andata 22 marzo, ritorno 5 aprile 1978.
| Squadra 1      | Totale      | Squadra 2    | Andata | Ritorno |
| -------------- | ----------- | ------------ | ------ | ------- |
| Danimarca      | 4 - 4 (gfc) | Bulgaria     | 4 - 1  | 0 - 3   |
| Cecoslovacchia | 5 - 6       | Germania Est | 3 - 1  | 2 - 5   |
| Jugoslavia     | 2 - 1       | Ungheria     | 0 - 1  | 2 - 0   |
| Inghilterra    | 2 - 1       | Italia       | 2 - 1  | 0 - 0   |

### Semifinali
Andata 19 aprile, ritorno 26 aprile e 2 maggio 1978.
| Squadra 1  | Totale | Squadra 2    | Andata | Ritorno |
| ---------- | ------ | ------------ | ------ | ------- |
| Bulgaria   | 3 - 4  | Germania Est | 2 - 1  | 1 - 3   |
| Jugoslavia | 3 - 2  | Inghilterra  | 2 - 1  | 1 - 1   |

### Finale
Andata 7 maggio, ritorno 21 maggio 1978.
| Squadra 1    | Totale | Squadra 2  | Andata | Ritorno |
| ------------ | ------ | ---------- | ------ | ------- |
| Germania Est | 4 - 5  | Jugoslavia | 0 - 1  | 4 - 4   |